# Rosana Jatobá
Rosana Rocha Cavalcante Jatobá (Salvador, 16 de janeiro de 1971) é uma advogada e jornalista brasileira. Formou-se em Direito pela Universidade Católica do Salvador e Jornalismo pela Universidade Federal da Bahia. Rosana possui mestrado em Gestão e Tecnologias Ambientais pela Universidade de São Paulo. Trabalhou na Procuradoria do Trabalho por 5 anos. Foi Repórter e Apresentadora da Band por 5 anos. Também foi Repórter e Apresentadora da Rede Globo por 12 anos. Esteve na RedeTV! até 2019. Foi vencedora do Prêmio Comunique-se como melhor jornalista de Sustentabilidade em 2013, repetindo o feito em 2016 Foi vencedora do Prêmio Chico Mendes como Personalidade Ambiental do ano de 2014. É apresentadora de TV, âncora do CBN Sustentabilidade na Rádio CBN, comanda o Portal Universo Jatobá e é autora do livro de crônicas Questão de Pele e da Coleção Jatobá para Ecoalfabetizaçao

## Carreira
Rosana Jatobá iniciou sua carreira como advogada no Ministério Público Federal, onde permaneceu por três anos.  Formou-se em Jornalismo e começou na televisão em 1996 como repórter e apresentadora da Band, nos programas Dia Dia News, Dia Dia Revista e Jornal da Band, onde permaneceu por quatro anos.
Em 2000 foi contratada pela TV Globo, atuando por 12 anos como repórter e apresentando a previsão do tempo nos telejornais Jornal Nacional, Jornal Hoje e Bom Dia Brasil, além de ter apresentado eventualmente o Bom Dia São Paulo, SPTV, Antena Paulista e Jornal Hoje. Foi a primeira apresentadora da versão diária do Globo Rural, onde também atuou como eventual na versão dominical. Em 2010 apresentou o programa Um Mundo para Chamar de Seu no GNT. Tornou-se colunista de Sustentabilidade no G1, o portal de notícias da Globo.
Após a saída da Globo, migrou-se para a Rádio Globo em 2013 no Programa Conversa com a Jatobá e também com o quadro Tempo Bom, Mundo Melhor. Em fevereiro de 2013 o canal National Geographic anunciou Rosana como apresentadora do programa Super Domingo.
Rosana possui um portal de sustentabilidade. Foi âncora do Redação Globo e comentarista de Sustentabilidade na Rádio Globo até 2019, quando a emissora mudou seu perfil. Também é palestrante. Em 2013 lançou seu primeiro livro Questão de Pele – A Terra Como Organismo Vivo. Em 2015, lançou a Coleção Jatobá para Ecoalfabetizaçao. Cursou Teatro na Oficina de Atores Nilton Travesso.
Em 16 de novembro de 2017 foi contratada pela RedeTV! para desenvolver uma revista eletrônica, porém o projeto nunca saiu do papel e, em 2018, a emissora tentou escalar a Rosana para ser apresentadora do programa de fofocas Tricotando, o qual ela recusou. Sem conseguir desenvolver seu programa, Rosana deixou emissora em 3 de abril de 2019.
Em 1 de outubro de 2019, retornou ao Grupo Globo, agora como âncora da Rádio CBN, onde apresentou o Jornal da CBN - 2° Edição. Com o fim do mesmo em 2020, passou a ancorar o CBN Sustentabilidade, quadro-programa com notícias e entrevistas sobre a agenda ESG.
Em 18 de maio de 2023, ela assina com a BM&C News, canal de jornalismo econômico, atualmente na internet e que nos próximos meses também se tornará um canal de TV.

## Filmografia
| Ano     | Título                      | Função                 | Emissora            |
| ------- | --------------------------- | ---------------------- | ------------------- |
| 1996–99 | Jornal da Band              | Repórter               | Rede Bandeirantes   |
| 1999–00 | Dia Dia                     | Repórter               | Rede Bandeirantes   |
| 2000    | Jornal da Globo             | Repórter               | TV Globo            |
| 2000–03 | Globo Rural                 | Apresentadora          | TV Globo            |
| 2003–05 | Jornal Nacional             | Repórter               | TV Globo            |
| 2003–05 | Bom Dia Brasil              | Repórter               | TV Globo            |
| 2005–12 | Jornal Hoje                 | Apresentadora eventual | TV Globo            |
| 2006–12 | Jornal Nacional             | Previsão do tempo      | TV Globo            |
| 2006–12 | SPTV                        | Previsão do tempo      | TV Globo São Paulo  |
| 2010    | Um Mundo para Chamar de Seu | Apresentadora          | GNT                 |
| 2013    | Super Domingo NatGeo        | Apresentadora          | National Geographic |
| 2018–19 | RedeTV! News                | Apresentadora eventual | Rede TV!            |

## Prêmios
- 2013 - Comunique-se - Categoria: Comunicação/Sustentabilidade
- 2014 - Prêmio Chico Mendes - Categoria: Personalidade Ambiental
- 2016 - Comunique-se - Categoria: Comunicação/Sustentabilidade
- 2018 - Comunique-se - Categoria: Comunicação/Sustentabilidade